# Anselm Feuerbach

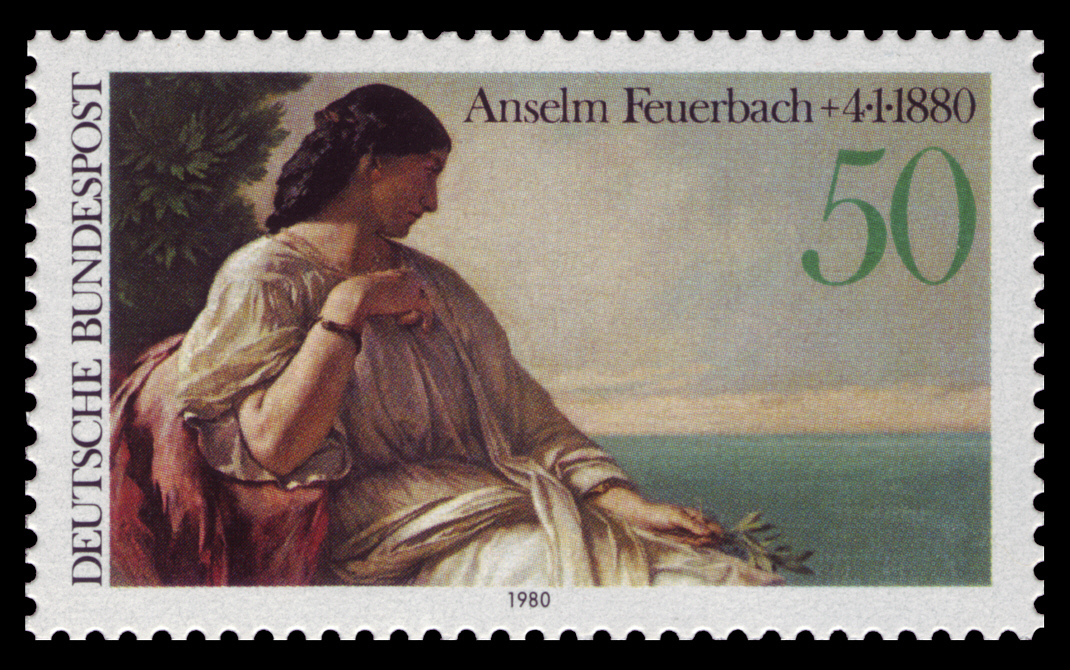
Sello conmemorativo

Anselm Feuerbach (Espira, Alemania, 12 de septiembre de 1829 - Venecia, 4 de enero de 1880) fue un pintor alemán. Considerado el más destacado pintor clasicista de la escuela alemana del siglo XIX junto a Arnold Böcklin y Hans von Marées. 
Según la Enciclopedia Británica de 1911:

Fue el primero en darse cuenta del riesgo que suponía despreciar la técnica, que la maestría del artesano era precisa para expresar incluso las ideas más elevadas, y que un cartón coloreado mal dibujado nunca puede ser el logro supremo en el arte.

Proveniente de una importante familia de Jena, su abuelo fue Paul Johann Anselm von Feuerbach. Era hijo del conocido arqueólogo Joseph Anselm Feuerbach y sobrino del filósofo Ludwig Feuerbach y del matemático Karl Wilhelm Feuerbach. Tenía conocimientos del mundo clásico y sus composiciones tienen una dignidad estatuaria y la simplicidad del arte griego. 
Después de pasar por las escuelas de arte de Düsseldorf y Múnich, fue a Amberes y posteriormente a París, donde se benefició de las enseñanzas de Couture y produjo su primera obra maestra, Hafiz en la fuente en 1852. Posteriormente trabajó en Karlsruhe, Venecia (donde cayó bajo el encanto de la más grande escuela de coloristas), Roma y Viena, donde se relacionó con Johannes Brahms. 
Desencantado por la recepción que se le dio en Viena a su dibujo La caída de los titanes para el techo del Museo del Modelado, se fue a vivir a Venecia, donde falleció en 1880.
Autor de numerosas escenas inspiradas en la Antigüedad clásica, su obra está presente en los principales museos de Alemania: en Múnich está su Medea; en Stuttgart su Ifigenia; en Karlsruhe, el Dante en Rávena y en Berlín, El concierto, su última pintura importante. 
Entre sus obras maestras se encuentran La batalla de las amazonas, Pietà, El simposio de Platón, Orfeo y Eurídice y El jardín de Ariosto.

## Literatura en alemán

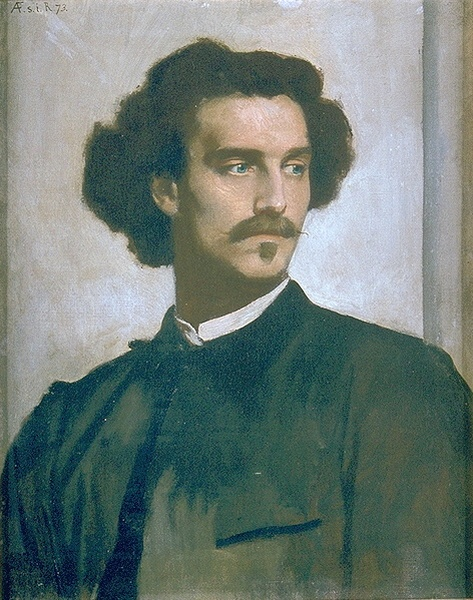
Autorretrato.

- Julius Allgeyer: Anselm Feuerbach, 2 Bände; Spemann, Berlín, 1904
- Oscar Berggruen: Die Galerie Schack; Gesellschaft für vervielfältigende Kunst, Wien, 1883
- Jürgen Ecker: Anselm Feuerbach. Leben und Werk; Hirmer, München, 1991; ISBN 3-7774-5510-5
- Herbert Eulenberg: Die Familie Feuerbach in Bildnissen; J.Engelhorns NachF. Stuttgart, 1924
- Herbert Eulenberg: Nanna und Feuerbach Wahn und Wirklichkeit; Verlag der Greif, 1946
- Henriette Feuerbach: Ein Vermächtnis von Anselm Feuerbach; Propyläen-Verlag, Berlín, 1924
- Rainer Lindenmann, Max Ackermann (Hrsg.): Die Feuerbachs – Eine deutsche Familie im 19. Jahrhundert, Gunzenhausen, 2006; ISBN 3-924270-46-5
- Mira Hofmann: Anselm Feuerbach; Hatje-Cantz, Ostfildern-Ruit, 2002; ISBN 3-7757-9116-7
- Achim Kuch: Zum Dionysischen in Anselm Feuerbachs „Das Gastmahl des Plato“ – zugleich der Versuch einer Reinterpretation
- Daniel Kupper: Anselm Feuerbach; Rowohlt, Reinbek, 1993; ISBN 3-499-50499-5
- Daniel Kupper: Anselm Feuerbachs „Vermächtnis“. Die originalen Aufzeichnungen; Deutscher Verlag für Kunstwissenschaft, Berlín, 1992; ISBN 3-87157-152-0
- Hermann Uhde-Bernays: Anselm Feuerbachs Briefe an seine Mutter, 2 Bände; Meyer & Jessen, Berlín, 1911
- Karl Günther Zelle: Zur Ikonographie von Anselm Feuerbachs „Medea“; in: Zeitschrift für Kunstgeschichte 70 (2007), S. 113–120.